# Kings Courtyard Inn
Le Kings Courtyard Inn est un hôtel américain situé à Charleston, en Caroline du Sud. Installé dans un bâtiment construit en 1853, cet établissement est membre des Historic Hotels of America depuis 1989.